# The Discord of a Forgotten Sketch
The Discord of a Forgotten Sketch, également typographié thediscordofaforgottensketch, est un groupe de screamo et emo canadien, originaire de Montréal, au Québec. Le groupe mêle également punk hardcore et jazz.

## Biographie
The Discord of a Forgotten Sketch est formé en 2001 à Montréal, au Québec, par Fa, Julien et Max.
En 2004, le groupe publie son premier EP, éponyme, The Discord of a Forgotten Sketch, qui comprend cinq chansons, au label New Romance for Kids,.
En 2006, le groupe publie son tout premier album studio, éponyme. Pour le groupe, « du fait que l'album est bizarre, ça n'a pas beaucoup plu en premier lieu, mais j'en suis fier. Apparemment, les gamins ont moins apprécié mais on a gagné de nouveaux fans, des vieux orientés jazz, et des gamins moins hardcore. » En juillet 2007, le groupe est annoncé à la tournée canadienne Exclaim Aggressive Tendencies Tour 2007 avec The Locust, Despised Icon et Child Abuse,. Le 19 septembre 2007, le groupe publie un nouveau clip de la chanson Cup-and-Ball. En 2008 sort l'album Imrpov Sessions, toujours au label New Romance for Kids Records.
En 2011, dix ans après la formation du groupe, The Discord of a Forgotten Sketch publie l'EP Don’t Pay More than 5$. Les chansons TDOAFS, Hall of Famers et A Punk Band évoquent les dix ans d’ancienneté du groupe.

## Discographie
- 2004 : Demo (démo)
- 2004 : The Discord of a Forgotten Sketch (EP)
- 2006 : The Discord of a Forgotten Sketch
- 2008 : Imrpov Sessions
- 2009 : Beau Navire / Carrion Spring / Te Lloraria Un Puto Rio / The Discord of a Forgotten Sketch (split)
- 2011 : Don’t Pay More than 5$ (EP)
- 2013 : split avec Black Love
- 2015 : TDOAFS (EP)